# Marlon Devonish
Marlon Devonish (Coventry, Reino Unido, 1 de junio de 1976) es un atleta británico, especialista en la prueba de relevos 4 x 100 m, con la que ha llegado a ser campeón olímpico en 2004.

## Carrera deportiva en relevos 4 x 100 m
Su mayor triunfo en haber ganado la medalla de oro en las Olimpiadas de Atenas 2004, por delante de los estadounidenses y nigerianos, y siendo sus compañeros de equipo: Jason Gardener, Darren Campbell y Mark Lewis-Francis.
Además ha ganado la plata en el Mundial de Sevilla 1999, y tres medallas de bronce, en Helsinki 2005, Osaka 2007 y Berlín 2009, en este último con un tiempo de 38,02 segundos, tras los jamaicanos y los trinitenses, siendo sus compañeros de equipo: Tyrone Edgar, Simeon Williamson y Harry Aikines-Aryeetey.